# Oxon Hill-Glassmanor
Oxon Hill-Glassmanor és una concentració de població designada pel cens dels Estats Units a l'estat de Maryland. Segons el cens del 2000 tenia 35.355 habitants.

## Demografia
Segons el cens del 2000, Oxon Hill-Glassmanor tenia 35.355 habitants, 13.700 habitatges, i 9.069 famílies. La densitat de població era de 1.510 habitants per km².
Dels 13.700 habitatges en un 35,1% hi vivien nens de menys de 18 anys, en un 33,2% hi vivien parelles casades, en un 27,1% dones solteres, i en un 33,8% no eren unitats familiars. En el 28% dels habitatges hi vivien persones soles el 4,1% de les quals corresponia a persones de 65 anys o més que vivien soles. El nombre mitjà de persones vivint en cada habitatge era de 2,58 i el nombre mitjà de persones que vivien en cada família era de 3,14.
Per edats la població es repartia de la següent manera: un 28,5% tenia menys de 18 anys, un 9,3% entre 18 i 24, un 32,8% entre 25 i 44, un 22,8% de 45 a 60 i un 6,5% 65 anys o més.
L'edat mediana era de 32 anys. Per cada 100 dones de 18 o més anys hi havia 76,9 homes.
La renda mediana per habitatge era de 46.483 $ i la renda mediana per família de 52.227 $. Els homes tenien una renda mediana de 35.338 $ mentre que les dones 34.646 $. La renda per capita de la població era de 21.511 $. Entorn del 6,7% de les famílies i el 8,8% de la població estaven per davall del llindar de pobresa.

## Poblacions més properes
El següent diagrama mostra les poblacions més properes.